# Garankedey
Garankedey este o comună rurală din departamentul Dosso, regiunea Dosso, Niger, cu o populație de 24.871 de locuitori (2001).